# Ernesto Araújo
Ernesto Henrique Fraga Araújo (Porto Alegre, 15 de maio de 1967) é um diplomata e escritor brasileiro. Foi ministro das Relações Exteriores do Brasil entre janeiro de 2019 e março de 2021.
Graduou-se em Letras pela Universidade de Brasília (UnB) em 1988 e ingressou na carreira diplomática em 1991.
Suas visões políticas são descritas como de extrema-direita e inspiradas por teorias conspiratórias.

## Biografia
Nascido em Porto Alegre, Ernesto Henrique Fraga Araújo é filho de Henrique Fonseca de Araújo, ex-Procurador-Geral da República e ex-deputado estadual do Rio Grande do Sul, e Marylin Mendes Fraga Araújo. Seu tio, Ernesto de Araújo, foi Almirante da Marinha do Brasil e diretor da Escola Superior de Guerra. Henrique Fonseca de Araújo é conhecido por ter sido contrário à extradição do criminoso de guerra nazista Gustav Franz Wagner, não atendendo às requisições da Polônia, Áustria, Israel e Alemanha Ocidental. Ernesto Araújo é casado com a também diplomata Maria Eduarda de Seixas Corrêa, com quem tem uma filha, e é genro de Luiz Felipe de Seixas Corrêa, embaixador e ex-secretário-geral do Ministério das Relações Exteriores (Itamaraty).

### Carreira diplomática
Graduou-se em Letras pela Universidade de Brasília em 1988. Aprovado no concurso de admissão do Instituto Rio Branco em 1990, ingressou na carreira diplomática em 1991. Após concluir o curso de preparação à carreira diplomática no Instituto Rio Branco, tornou-se assessor na divisão do Mercosul, onde foi responsável pela negociação da Tarifa Externa Comum e regimes comerciais.[carece de fontes?]
A partir de 1995 passou a integrar, como secretário, a Missão do Brasil junto à União Europeia em Bruxelas e, em 1999, transferiu-se para Berlim, trabalhando como responsável pelo setor econômico da Embaixada do Brasil na Alemanha.
Como chefe de Divisão comandou as áreas de Serviços, Investimentos e Assuntos Financeiros (2003-2005) e de Negociações Extra-Regionais do Mercosul (2005-2007) no Ministério das Relações Exteriores. Como Ministro-Conselheiro, atuou em Ottawa (2007-2010) e Washington (2010-2015), exercendo a Vice-Chefia de Missão nas Embaixadas do Brasil no Canadá e nos Estados Unidos, respectivamente.[carece de fontes?]
De volta a Brasília, atuou como subchefe de gabinete do Itamaraty até assumir, em outubro de 2016, a direção do Departamento dos Estados Unidos, Canadá e Assuntos Interamericanos. Em junho de 2018, foi promovido a Ministro de Primeira Classe - posto que, no Brasil, por cortesia, é usualmente chamado "embaixador", mesmo que o diplomata em questão jamais tenha chefiado uma embaixada, como é o caso de Araújo.

### Indicação para compor o ministério de Jair Bolsonaro
Entusiasta da política externa de Donald Trump, Ernesto Araújo publicou, em dezembro de 2017, um artigo intitulado "Trump e o Ocidente", no qual analisa dois discursos de Donald Trump: o primeiro, proferido em Varsóvia, no dia 6 de julho de 2017, e o segundo, apresentado na abertura da Assembleia Geral das Nações Unidas, em 19 de setembro do mesmo ano. De ambos, Araújo  extraiu o que entendeu ser a essência da política externa de Trump e da sua visão do Ocidente. No artigo do diplomata, destaca-se, como referência, a teoria do choque de civilizações, proposta nos anos 1990 por Samuel Huntington. Segundo Huntington, os conflitos futuros da humanidade  estariam ligados à cultura - ou, mais especificamente, à religião.
Embora alinhado com o conjunto de características da extrema-direita brasileira que depois tomaria forma sob Bolsonaro, o artigo de Araújo traz elementos estranhos ao bolsonarismo, como um ataque ao Islã. De acordo com o pesquisador da UFF Sergio Schargel, Araújo destila, em seu artigo, uma espécie de "pré-bolsonarismo", ajudando a legitimar intelectualmente o movimento que se intensificaria no ano seguinte.
O artigo de Araújo despertou a atenção do ensaísta conservador Olavo de Carvalho, apontado como "um dos gurus do bolsonarismo". Carvalho elogiou e recomendou a leitura do texto aos seus milhares de seguidores nas redes sociais. A recomendação chegou até Filipe Martins, secretário de assuntos internacionais do PSL, e a Eduardo Bolsonaro. Usando o Twitter, Martins passou a defender a escolha de Araújo para futuro chanceler.
Araújo foi efetivamente anunciado como ministro das Relações Exteriores no dia 14 de novembro de 2018, pelo então presidente eleito Jair Bolsonaro. Em nota oficial, o ministro das relações exteriores do Governo Michel Temer, Aloysio Nunes, elogiou a escolha de Araújo para futuro titular da pasta.
Acusado de dificultar a aquisição de vacinas contra a COVID-19 e de antagonizar excessivamente a China, Ernesto Araújo pediu demissão do cargo de ministro das Relações Exteriores em 29 de março de 2021 após sucessivos desgastes com o Congresso Nacional.

## Crenças e opiniões

### Negacionismo do aquecimento global e das mudanças climáticas
Segundo Araújo, "a esquerda sequestrou a causa ambiental e a perverteu", criando uma "ideologia da mudança climática". Tal ideologia, por ele chamada de "climatismo", seria produzida pelo ajuntamento de dados que possam sugerir uma correlação entre aquecimento global e aumento da concentração de dióxido de carbono na atmosfera. Ele alega que tal correlação é pseudocientífica, um dogma criado "para justificar o aumento do poder regulador dos Estados sobre a economia e o poder das instituições internacionais sobre os Estados nacionais". Para ele, isso teria como objetivo final, sufocar o crescimento dos países capitalistas e transferir poder econômico do Ocidente para a China.

### Globalismo
Em seu blog, Araújo declara sua intenção de ajudar o mundo a se libertar do globalismo - que, segundo ele, é uma ideologia anticristã, dominada por uma teoria da conspiração conhecida como marxismo cultural:
Quero ajudar o Brasil e o mundo a se libertarem da ideologia globalista. Globalismo é a globalização econômica que passou a ser pilotada pelo marxismo cultural. Essencialmente é um sistema anti-humano e anticristão. A fé em Cristo significa, hoje, lutar contra o globalismo, cujo objetivo último é romper a conexão entre Deus e o homem, tornando o homem escravo e Deus irrelevante.

### Donald Trump
Araújo conclui seu artigo intitulado Trump e o Ocidente afirmando que só uma divindade poderia salvar o Ocidente. E, possivelmente, esse ente divino, salvador da civilização ocidental, seria Donald Trump:
somente um Deus poderia ainda salvar o Ocidente, um Deus operando pela nação – inclusive, e talvez principalmente, a nação americana.
Heidegger jamais acreditou na América como portadora do facho do Ocidente [...]. Talvez Heidegger mudasse de opinião após ouvir o discurso de Trump em Varsóvia, e observasse: 'Nur noch Trump kann das Abendland retten',  somente Trump pode ainda salvar o Ocidente.:356 

### Aborto
Araújo vê o aborto como uma bandeira da esquerda que visa o antinatalismo - posição filosófica que atribui valor negativo ao nascimento. 
Em 14 de outubro de 2017, Araújo escreveu em seu blog:
Eles [a esquerda] querem uma sociedade onde ninguém nasça, nenhum bebê, muito menos o menino Jesus.
 Pergunto inclusive se o sadismo abortista da esquerda não provém de uma pretensão niilista de, em cada bebê, estar matando o Cristo antes de nascer.

### COVID-19 e campos de concentração nazistas
Durante a Pandemia de COVID-19, Araújo, baseando-se em um livro lançado pelo filósofo Slavoj Žižek afirmou em seu blog pessoal que existe um plano comunista que tenta tirar proveito da economia. 'O globalismo substitui o socialismo como estágio preparatório ao comunismo', afirmou Araújo. Žižek respondeu Araújo, afirmando que ele não havia entendido a questão, pois não se trata de um "plano" e sim da descrição do que estaria ocorrendo durante a pandemia, já que os governos “estão sendo compelidos a agirem como comunistas, dando preferência ao bem comum em vez de mecanismos de mercado”.
No mesmo texto Araújo comparou o isolamento social aos campos de concentração nazistas. Foi repudiado por diversas associações judaicas, como a Associação Israelita do Brasil e o Comitê Judeu Americano, que classificaram a comparação como inapropriada e ofensiva.

### "Nazismo de esquerda"
Em março de 2019 Araújo afirmou em uma entrevista ao site Brasil Paralelo que o nazismo e o fascismo são resultados de “fenômenos de esquerda”. Segundo ele, regimes totalitários distorceram o sentimento de nacionalismo, o que, para ele, seria uma tática comparável à da esquerda. "Eles, de certa forma, sequestraram esse sentimento (do nacionalismo). É muito a tendência da esquerda: pega uma coisa boa, sequestra, perverte e transforma em coisa ruim. Isso tem a ver com o que eu digo que fascismo e nazismo são fenômenos de esquerda. É a mesma lógica”, afirmou o chanceler.
As declarações geraram inúmeras reações e foram repudiadas por historiadores e especialistas como Stefanie Schüler-Springorum, diretora do Centro para Pesquisa sobre Antissemitismo da Universidade Técnica de Berlim: "Quando um ministro do Exterior faz esse tipo de afirmação, considero altamente problemático diplomaticamente e um absurdo cientificamente".
A principal emissora de TV pública da Alemanha, a Deutsche Welle também criticou as declarações de Araújo. A emissora afirmou que as falas de Araújo são contrárias ao consenso acadêmico sobre o tema e ressaltou que a discussão é inexistente entre os historiadores sérios do país. “Há décadas não restam mais dúvidas, nos âmbitos acadêmico, social e político, sobre a natureza de extrema-direita do nazismo”. A emissora relembrou uma entrevista com o embaixador da Alemanha no Brasil, Georg Witschel, que afirmou que tal discussão “não tinha base honesta”.
O professor alemão Oliver Stuenkel, que trabalha na área de relações internacionais da Fundação Getúlio Vargas (FGV-SP), disse que a afirmação de Araújo faria parte do “submundo das conspirações”. Para Stuenkel as falas de Araújo trouxeram constrangimentos, mas que havia um entendimento de que elas não representariam a totalidade do governo.
Ruth Ben-Ghiat, historiadora especializada em fascismo e autoritarismo da New York University ouvida pelo Jornal Nacional, criticou duramente o ministro: "Tem que reler os livros de história". Ela também disse que "faz parte de determinadas estratégias de correntes políticas adotar uma versão que seja mais adequada aos seus interesses e que dizer que esses movimentos são de esquerda é simplesmente um absurdo". Procurada pela equipe de reportagem, a assessoria de Araújo não quis responder às críticas.

## Críticas
Araújo foi criticado pelo escritor brasilianófilo Benjamin Moser numa carta aberta publicada pelo jornal Folha de S.Paulo em janeiro de 2019. Moser afirmou que uma publicação de Araújo no site Bloomberg "expôs o Brasil ao ridículo" por falta de conhecimentos do idioma inglês e recomendou ao ministro que se comportasse "com a dignidade" que a posição de Embaixador do Brasil exige. Moser criticou as posições de Araújo sobre Ludwig Wittgenstein, que soam "bizarras, pretensiosas e deselegantes" naquele idioma e também o uso de expressões conspiracionistas como “globalistas”, “marxistas”, “anticosmopolitas” e “valores cristãos”. Segundo Moser essas expressões têm conotação antissemita no inglês e explicam o porquê das declarações de Araújo sobre aquecimento global terem sido ridicularizadas pela imprensa internacional.
No dia 21 de janeiro de 2021, o presidente da Frente Parlamentar Brasil-China, o deputado Fausto Pinato (PP-SP), defendeu que Ernesto Araújo seja demitido devido aos atritos que causou com as relações entre os dois países. Fausto Pinto também criticou o presidente Jair Bolsonaro, o deputado Eduardo Bolsonaro e o governador João Dória, devido ao modo como os políticos se posicionam frente a pandemia.

## Demissão
Após atacar a senadora Kátia Abreu, o Senado declarou guerra ao chanceler. A senadora Kátia Abreu o chamou de marginal:

O Brasil não pode mais continuar tendo, perante o mundo, a face de um marginal. Alguém que insiste em viver à margem da boa diplomacia, à margem da verdade dos fatos, à margem do equilíbrio e à margem do respeito às instituições. Alguém que agride gratuitamente e desnecessariamente a Comissão de Relações Exteriores e o Senado Federal.
No grupo de WhatsApp dos senadores, o chanceler foi chamado de psicopata, vagabundo e mentiroso Não tendo mais forças morais de aguentar as críticas, o diplomata pediu para sair.
No dia 30 de março de 2021 foi publicada a exoneração de Araújo, bem como a nomeação de seu sucessor, Carlos Alberto Franco França.

## Publicações
Araújo é autor de três livros de ficção, além de um livro de poemas, sendo também coautor de um ensaio sobre o Mercosul.

### Livros
- Ocidente, poemas (1985)
- Mercosul hoje (1996), em coautoria com o embaixador Sérgio Augusto de Abreu e Lima Florêncio Sobrinho.[51]
- 1998: A Porta de Mogar , ficção. ISBN 9788529501741
- 1999: Xarab Fica, ficção. ISBN 9788529500096
- 2001: Quatro 3, ficção. ISBN 8529500164

### Artigo
- 2017: Trump e o Ocidente, in Cadernos de Política Exterior. Instituto de Pesquisa de Relações Internacionais, v. 3, nº 6, dezembro de 2017. Brasília : FUNAG, 2015.[15]

### Tese
- 2007: O Mercosul: negociações extra-regionais (originalmente apresentado como tese do autor no LII Curso de Altos Estudos do Instituto Rio Branco, 2007). Brasília: Fundação Alexandre de Gusmão, 2007.[52]